# Связной (фильм)
«Связной» — неснятый художественный фильм режиссёра Сергея Бодрова-младшего, съёмки которого начались в июле 2002 года. 20 сентября 2002 года из-за схода ледника Колка в Кармадонском ущелье и гибели практически всей съёмочной группы работа над фильмом была прекращена. В результате катастрофы погибло более 120 человек.

## Сюжет
Катя — наркокурьер, обладающая мистическими способностями. Во время поставки наркотиков во Владикавказ её арестовывают. Но она загадочным образом исчезает из тюрьмы. Скитаясь по городу, она знакомится с режиссёром местного театра Арменом. Армен влюбляется в Катю и после их расставания пытается найти её по разным колониям и тюрьмам. Поиски приводят Армена к организатору той самой поставки наркотиков — Ильясу, который обещает помочь найти Катю, но за это просит Армена оказать ему ответную услугу. Армен выполняет просьбу Ильяса, и они становятся друзьями. Неизвестные похищают Ильяса. Армен, пытаясь спасти его, знакомится с мусорщиком Алексеем, который на самом деле оказывается агентом ФСБ, работающим под прикрытием и ведущим наблюдение за квартирой, в которой находится Ильяс. Алексей объясняет Армену, что на самом деле ситуация, в которую попал Ильяс, очень сложная и освободить его будет тяжело. После этого Алексей знакомит Армена со странным темноволосым бродячим мальчиком, который оказывается «связным», умеющим видеть будущее. Вместе они попадают в водоворот захватывающих и опасных событий.

## В ролях
| Актёр              | Роль               |
| ------------------ | ------------------ |
| Хазби Галазов      | Ильяс (дагестанец) |
| Сергей Бодров      | Алексей (мусорщик) |
| Анна Дубровская    | Катя (наркокурьер) |
| Александр Мезенцев | Армен (режиссёр)   |
| Виктор Засеев      | отец Ильяса        |
| Руслан Тохтиев     | дядя Ильяса        |
| Махарбек Кокоев    | Арик               |

| Актёр           | Роль   |
| --------------- | ------ |
| Сослан Сланов   | эпизод |
| Казбек Багаев   | эпизод |
| Марина Газанова | эпизод |
| Мария Шалаева   | эпизод |
| Алина Дзтиева   | эпизод |
| Тамик Канатов   | эпизод |
| Заза Багаев     | эпизод |

## Сергей Бодров о фильме «Связной»
…философско-мистическая притча о жизни двух друзей — этих людей я подсмотрел в жизни. Они романтики, путешественники, авантюристы. Конечно, будут и бандиты, заложники, в общем, всё, что сопровождает нас в жизни. Фильм называется «Связной», и я в нём, как кофе в пакетике: три в одном — автор сценария, режиссёр и главную роль играю.

Ужас пришёл сейчас. Обычно сложно снимать уже второе кино. На первой картине есть, конечно, момент какого-то задора и безбашенности. Это должно присутствовать: «Конечно, я смогу, я сделаю!» Ну, как в детстве! Я помню, съезжал с горок на деревянных лыжах просто как не фиг делать. Потом через несколько лет пришёл на эту горку, и у меня внутри пробежал холодок. Я подумал: «Нет, надо съехать». Съехал, сломал одну лыжу и понял — больше никогда!

Либо мы победим мир этим фильмом, либо по полной программе провалимся.

## Съёмки фильма

### Подготовка к съёмкам
1 июля 2001 года на XXIII Московском международном кинофестивале Сергей Бодров участвовал в информационном показе со своим первым фильмом «Сёстры». На закрытии этой программы президент фестиваля Никита Михалков вручил Сергею Бодрову специальный приз, ежегодно присуждаемый компанией «Кодак» — 10 тыс. метров киноплёнки. Именно эту плёнку Бодров решил использовать для съёмок своего второго фильма «Связной».
Сценарий Сергей Бодров писал около полугода, несколько раз переделывал, долго обсуждал с Сергеем Сельяновым и прислушивался к его советам.
Натуру для съёмок во Владикавказе Бодрову помогал выбрать Алексей Балабанов, который вместе с ним выезжал в Кармадонское ущелье и консультировал его по многим вопросам. В тех краях Балабанов снимал свою картину «Война» и поэтому хорошо знал наиболее живописные ракурсы. Именно он показал Сергею место в Кармадонском ущелье, на которое впоследствии сошёл ледник Колка.
По другой версии, снимать в Кармадонском ущелье Бодрову посоветовал актёр Андрей Федорцов. В 2001 году в ущелье велись съёмки чеченских сцен проекта «Убойная сила 3», и Федорцов вдохновился красотой и необычностью тех мест: «Там такое странное место, где можно под гору залезть, там такие своды. И вот мы там снимали. И вот там Серёжу и искали потом, когда провалилось всё это».
Съёмочная группа
Даниил Гуревич был оператором-постановщиком фильма «Бумер». Ещё не смонтированный к тому времени материал фильма посмотрел Сергей Бодров и пригласил Даниила в свой проект. Также Бодров пригласил директора Тимофея Носика (сына известного актёра Владимира Носика), художника-гримёра Ольгу Жукову, осветителя Романа Денисова, ассистента оператора Романа Малышева и мастера по свету Андрея Новикова, которые тоже работали над фильмом «Бумер». Впоследствии фильм «Бумер. Фильм второй» был посвящён памяти погибших членов съёмочной группы.
Также Бодров пригласил для съёмок многих участников съёмочной группы Алексея Балабанова, включая сотрудников конного театра «Нарты», которые принимали участие в съёмках фильма «Война».
Киногруппа обратилась за помощью к командованию части номер 64415 (которая обеспечивает космическую связь). И два солдата-срочника были откомандированы в Северную Осетию на съёмки фильма для обеспечения членов съёмочной группы средствами спецсвязи.
Актёры
Армен — одна из главных ролей. Сергей Бодров утвердил на роль Александра Мезенцева, после того, как при просмотре пробных материалов, снятых на кастинге, выяснилось, что на всей плёнке именно пробный эпизод с Мезенцевым был испорчен. Бодрову это показалось добрым мистическим знаком.
Ильяс — одна из главных ролей. Эта роль досталась молодому осетинскому актёру Хазби Галазову. Он всего два года назад окончил в Москве театральный институт. На кинопробах Сергей Бодров попросил Хазби съесть сердце живой гадюки (так как в фильме его герой должен был сделать то же самое). Несмотря на то, что Хазби дико боялся змей, он выполнил эту просьбу и был утверждён на роль Ильяса.
Катя — одна из главных ролей. На эту роль Бодров сразу утвердил Анну Дубровскую.
Алексей — одна из главных ролей. На роль мусорщика Алексея, который на самом деле оказывается агентом ФСБ, работающим под прикрытием, Сергей Бодров долго искал подходящего актёра, но, так и не найдя его, с подачи супруги Светланы Бодровой решил сыграть эту роль сам.

### Съёмки

Хазби Галазов и Сергей Бодров на съёмках фильма

Снять картину Сергей Бодров планировал в течение двух месяцев.
Съёмки начались 19 сентября 2002 года. Первое действие картины разворачивается в колонии строгого режима. Первоначальная договорённость была с московской Бутырской тюрьмой. С приездом во Владикавказ Бодров изменил принятое ранее решение и решил снимать во владикавказской колонии № 1. Заключённые всю ночь мыли полы и приводили в порядок камеры. Утром в приёмной начальника колонии появилась группа молодых людей с видеокамерами. Бодрова сначала никто не узнал, так как он был в чёрном тренировочном костюме, в кепке и тёмных очках. Далее съёмочную группу проводили в женское отделение колонии. Многие заключённые в тот день говорили: «Ради того, чтобы увидеть живого Данилу Багрова — стоило здесь оказаться.»
Приступили к съёмкам сцен, в которых заключённые женщины рассказывали Армену о сокамернице Кате, которая мистическим образом сбежала из тюрьмы. Съёмки в колонии проходили восемь часов и закончились в 22:00, после чего съёмочная группа отправилась в гостиницу.
В пятницу 20 сентября 2002 года начались съёмки во Владикавказе. Для съёмок в горах были задействованы несколько лошадей из владикавказского конного театра «Нарты», отара овец, которых Бодров занял у местных жителей горного селения Тменикау, и кавказская овчарка. Успели отснять сцену, в которой из армии возвращается Ильяс и встречается со своими родными. К нему бежит его любимая собака, которую он радостно треплет за шерсть.
Далее приступили к съёмкам сцены, в которой Ильяс пытается поймать гадюку. По роковой случайности, именно эта сцена задержала Сергея Бодрова и съёмочную группу до восьми часов вечера.
Больше снять ничего не успели. Около восьми часов вечера произошёл сход ледника Колка, в результате которого почти вся съёмочная группа погибла.

## Факты
Одновременно со съёмками фильма «Связной» в находившемся рядом с Кармадонским — Алагирском ущелье проходили съёмки фильма Ярополка Лапшина под рабочим названием «Здравствуй, брат», и они были завершены буквально за пару дней до схода ледника «Колка». После трагедии название фильма было изменено на «Сель», так как сюжет картины во многом напоминает реальную катастрофу в Кармадонском ущелье. Актёр Асланбек Галаов, сыгравший в фильме «Сель» главную роль, пробовался в картину «Связной» на роль Ильяса. В 2009 году он стал новым руководителем театра «Нарты».
По сюжету из главных героев в живых остаются наркокурьер Катя (Анна Дубровская) и режиссёр Армен (Александр Мезенцев). По стечению обстоятельств именно актёры, исполнявшие эти роли, не погибли при сходе ледника «Колка», так как они не должны были участвовать в тот момент в съёмках и находились совершенно в другом месте. Дубровская долгое время числилась в списках пропавших без вести, так как была во Владикавказе в день трагедии и улетела утром 20 числа в Москву играть Дездемону в театре имени Вахтангова. Кроме того, на съёмки опоздали несколько участников театра «Нарты»: актёр Казик Багаев, берейтор Арсен Дзагуров и конник Болат Калоев (у которого в этот день был день рождения) — это опоздание спасло им жизнь. Операторы Игорь Гринякин и Наталья Вотрен успели уехать за десять минут до схода лавины. Сотрудник группы Руслан Кабанов уехал в селение Тменикау незадолго до схода ледника; вернувшись, узнал, что в Кармадоне у него погибла мама. Друг Сергея Бодрова-младшего, режиссёр Алексей Балабанов, должен был присутствовать на съёмках в день трагедии, но в последний момент что-то помешало ему поехать. Впоследствии Балабанов очень тяжело переживал из-за трагедии, ведь под лавиной, кроме Бодрова, погибла целая команда родных ему людей из его съёмочной группы. После случившегося он сказал, что жизнь кончилась и что он погиб вместе с группой Бодрова. Особенно тяжело ему было последние пять лет жизни.

## Предполагаемый саундтрек
| №   | Название             | Исполнитель        | Длительность |
| --- | -------------------- | ------------------ | ------------ |
| 1.  | «Тем, кто ушёл»      | Андрей Макаревич   | 5:55         |
| 2.  | «Розы»               | Ночные снайперы    | 3:03         |
| 3.  | «Городок»            | Леприконсы         | 3:20         |
| 4.  | «Облака»             | Ключи              | 2:42         |
| 5.  | «Не хочу по расчёту» | Юта                | 3:14         |
| 6.  | «Часы»               | Магнитная Аномалия | 3:26         |
| 7.  | «Он будет рядом»     | Краденое солнце    | 3:08         |
| 8.  | «Небеса»             | Пилот              | 4:14         |
| 9.  | «Осень»              | Гарик Сукачёв      | 4:43         |
| 10. | «Ветер перемен»      | Чичерина           | 3:03         |
| 11. | «Дым над Москвой»    | Игорь Куприянов    | 2:51         |
| 12. | «Не такой»           | Тараканы           | 2:39         |
| 13. | «Мой Рок-н-Ролл»     | БИ-2               | 6:45         |
| 14. | «Моряки»             | Краденое солнце    | 5:00         |
| 15. | «Печаль»             | Кино               | 5:06         |

Примечание: данный список музыкальных композиций в малочисленных источниках представлен в качестве саундтрека для фильма «Связной». Но так как фильм в конечном итоге не был завершён и никакой подробной информации о его саундтреке найти не представляется возможным, остаётся только предполагать, какие из представленных композиций вошли бы в финальную версию фильма. Список представлен исключительно для ознакомления и не является официально выпущенным саундтреком.